# 체인소 맨
《체인소 맨》(일본어: チェンソーマン)은 후지모토 타츠키가 지은 일본 만화이다. 슈에이샤의 소년 만화 잡지 《주간 소년 점프》에서 제1부 '공안편'이 2018년 12월부터 2020년 12월까지 연재되었다. 제1부가 마무리된 후, 제2부는 슈에이샤의 온라인 잡지 《소년 점프+》로 옮겨 연재한다고 발표했다. 2020년 12월 19일, 제2부는 주인공 덴지가 학교에 가는 학교편이 될 것이라 발표했다. 제2부 '학원편'은 슈에시야의 온라인 잡지 《소년 점프+》에서 2022년 7월 13일부터 연재가 시작되었다.
《체인소 맨》은 악마가 인간세계를 위협하는 대체역사의 1997년이 배경이다. 가난에 허덕이는 주인공 덴지는 개 형태의 악마 포치타와의 계약으로 합체해 몸을 전기톱이 되는 일명 '체인소 맨'이 되는 능력을 가졌다. 제1부에서 덴지는 일본의 악마를 격퇴하는 단체 '데빌 헌터'에 입사해 활약하는 내용을 그렸다. 제2부에선 시점이 고등학생 미타카 아사로 이동하며 전쟁의 악마 요루와 계약해 체인소 맨을 찾는 이야기를 다룬다.
대한민국에서 종이책과 전자책 모두 학산문화사에 의해 출판되었다. MAPPA가 제작한 일본 애니메이션이 2022년 10월 12일부터 12월 28일까지 방영되었다.
코믹스 15권까지의 누계 발행 부수는 2023년 8월 시점에서 2600만 부를 돌파했다. 2021년 제66회 쇼가쿠칸 만화상 '소년' 부문과 2021년과 2022년 하비상에서 '최고의 일본 만화' 부문을 수상받았다.

## 줄거리
제1부 「공안편」
악마로 불리는 존재가 일상에 만연한 세계. 소년 덴지(デンジ)는 죽은 아버지의 빚을 갚고자 '체인소의 악마'인 포치타(ポチタ)와 함께 악마를 구제하는 '데블 헌터'로서 생계를 꾸려나가고 있다. 그러나 빚진 돈은 어지간히 줄어들지 않고 극히 평범한 일상을 꿈꾸면서도 그 꿈이 이루어지는 일은 아득히 먼 것이었다.
어느 날, 덴지는 일을 알선해주던 야쿠자에게 속아 '좀비의 악마'에 살해당하고 말지만, 포치타가 그 심장이 됨으로써 부활. '체인소의 악마'로 변신하는 힘을 손에 넣은 덴지는 좀비 집단을 일소하고 현장에 급히 달려온 공안 데블 헌터인 마키마(マキマ)의 인도에 따라 그 몸을 관리하에 두게 된다.
도쿄의 공안본부에 들어간 덴지는 마키마의 명령을 받고 선배인 하야카와 아키(早川アキ), 덴지의 버디로서 선출된 '피의 악마' 파워(パワー)와 동거한다. 공안은 과거 7분간 110만 명을 죽인 '총의 악마'의 토벌을 목표로 삼고 있으며, 덴지는 동료들과 함께 여러 적들과 전투를 벌인다. 이윽고 덴지는 악마이면서도 사람들을 위해서 싸우는 모습이 화제를 불러모아 차차 히어로로서 취급받게 되었다.
제2부 「학원편」
제4동고등학교에 다니는 소녀 미타카 아사(三鷹 アサ)는 양친이 악마에게 죽은 과거를 가져 사람들 사이에서 데블 헌터로 영웅시되는 체인소맨 역시 악마인지라 싫어한다.
어느 날, 아사는 악마와 계약한 클래스메이트에 죽임을 당하고 말지만 '전쟁의 악마' 즉 요루(ヨル)에 의해 재생한 신체를 공유하게 된다. 육체를 돌려받는 조건으로 체인소맨을 쓰러뜨리는 것을 제안받은 아사는 교내에 있는 '데블 헌터부'에 입부를 목표한다.

## 등장인물
덴지(デンジ)
성우 - 토야 키쿠노스케/남도형
성우(어린 시절):  이노우에 마리나/신나리
본작의 주인공. 자칭 16세. 사별한 아버지의 빚을 갚기 위해서 '체인소의 악마'인 포치타와 함께 상환원의 야쿠자에 고용되어 비정규 의 데빌 헌터로서 일하는 소년. 어머니는 심장 질환으로 사망했다. 어느 때 '좀비의 악마'와 계약한 야쿠자들에게 살해당했을 때 포치타가 심장이 되어 신체를 재생시킨 것으로 체인소의 악마로 변신하는 능력을 얻었다. 그러나 체인소를 낼 때 피가 대량으로 나오기 때문에 전투 후 바로 빈혈이 된다. 몸을 흩어지거나 일부를 포식해도 수혈이나 피를 마시는 등 하면 원래대로 된다. 그 힘으로 좀비의 악마와 야쿠자들을 모두 죽인 뒤 마키마에게 주워져 공안 소속의 데빌 헌터가 된다.
대담무쌍한 자신감으로 솔직하고 깊게 생각하는 것이 싫은 단순한 성격이다. 야생적이고 자신의 욕망에 항상 충실하지만, 그것들은 가혹한 어린 시절을 보낸 경험과 "평범하게 살고 평범하게 죽는다"라는 사람과 같은 생활과 행복에 대한 동경때문이다. 어릴 때부터 데빌 헌터 이외의 삶의 방식을 모르고 지내 왔기 때문에 협조성이나 일반 상식이 부족하지만 점차 타인에 대한 배려나 자신의 삶에 대해 생각하는 등 성장을 보이게 된다.
포치타(ポチタ)
성우 - 이자와 시오리/성예원
체인소의 악마. 덴지의 친구로, 체인소를 본뜬 강아지와 같은 외형을 하고 있다. 평상시는 '멍'이라고 밖에 울지 않지만, 드물게 상대의 의식내에서 대화하는 경우가 있다.
머리에서 코끝에 걸쳐 체인소의 칼날이 자라며, 작중에서는 덴지의 무기나 공구로 활용되고 있다.
빈사로 쓰러져 있던 곳에 덴지와 만나 피를 주어 '포티타를 돕는 대신 덴지를 돕는' 계약을 맺고 협력하게 된다. 악마이면서 덴지와는 양호한 관계를 맺고 있어, 덴지가 말하는 꿈의 이야기를 기대하고 있었다. 덴지가 살해되었을 때에는 "심장을 덴지에게 주는 대신 덴지의 꿈을 자신에게 보여주었으면 한다"고 말하고, 다시 계약을 하고 덴지와 일체화한다. 그 후는 덴지의 몸 속에서 살아가고 있어 꿈속에서 덴지에 말을 걸게 된다.
마키마(マキマ)
성우 - 쿠스노키 토모리/최하리/수지 영
덴지의 상사가되는 여자. 내각관방장관 직속의 데빌 헌터로 공안 대마특이 4과의 리더. 한 가닥의 땋은 체리핑크의 머리카락과 동심원형의 눈동자가 특징적인 여자. 상냥하고 다정한 일면과 비정하고 냉철함을 겸비하고 종잡을 수 없는 성격. 주위의 사람을 끌어들이는 신비로운 매력의 소유자로, 다양한 인간으로부터 경외와 동경을 받고 있다.
좀비의 악마 토벌로 향했을 때에 덴지와 만나, 그를 자신이 담당하는 공안 대마특이 4과에 영입한다. 버릇없는 특이 4과를 묶어내는 실력자로, 육체, 정신, 전투력의 모든 면에서 보통 사람을 훨씬 초월하고 있지만, 그 출자나 진의에 대해서는 수수께끼가 많다.
나유타 / 지배의 악마(ナユタ / 支配の悪魔)
중국에서 발견된 새로운 지배의 악마로 검은 머리 소녀 같은 모습을 하고 있다.나라에 맡겼다가는 다시 마키마와 같은 존재가 될 것으로 우려한 키시베에 의해 덴지에 맡겨져 덴지와 살게 된다.
하야카와 아키(早川 アキ)
성우 - 사카타 쇼고(어린 시절 - 무라세 아유무)/서정익
공안 대마특이 4과의 대원으로, 덴지의 3년 선배인 남자. 19세. 머리카락은 후두부의 높은 위치에서 묶여 있다. 부모와 동생 타이요를 총의 악마에게 죽임을 당해 복수를 위해 데빌 헌타가 되었다. 총의 악마 토벌에 목숨을 걸고 있어 죽을 때라도 괴롭지 않을 만큼 강한 신념과 높은 실력을 가진다. 평상시는 냉철하게 행동하고 있지만, 근본적으로 마음이 상냥하고 정에 두터운 성격. 버디의 히메노와는 교제가 길고, 서로 두꺼운 신뢰를 두고 있다. 또, 마키마에게는 '생명의 은인'으로서 호의를 가지고 있다.
파워(パワー)
성우 - 파이루즈 아이/서다혜/세라 위든헤프트
피의 마인. 마인으로서는 비교적 지능과 이성이 있었기 때문에 마키마에게 보호되어 마인이면서 공안 대마특이 4과의 데빌 헌터가 된다. 외모는 약 10대 후반 정도의 여성으로, 아마색의 롱 헤어, 십자 문양이 들어간 홍채가 특징이다. 1인칭은 '와시'(ワシ)로, 노인어가 섞인 말투를 쓰지만 실제로는 아이 같고, 매우 자기 중심적이고 제대로 된 성격. 말한 것을 바로 뒤집는데 허언 버릇이 있고, 무책임하고 불편한 사태는 책임 전가한다. 원래가 악마였기 때문에 자존심이 높고 오만하지만 자신보다 강한 상대에게는 거역하지 않고 자기 보신을 우선하는 경향이 있다.
미타카 아사(三鷹 アサ)
'학원편'의 주인공. 제4동 고등학교에 다니는 소녀. 어깨 아래까지 뻗은 흑발을 뒤에서 2개로 묶고 있다. 부모님을 악마에게 죽임을 당한 과거를 가지고 있고 사람들에게 좋아하는 악마의 영웅 '체인소 맨'을 싫어한다. 서투르고 강인한 면이 있지만, 근본적으로 진지하고 섬세한 상식인. 주위에 익숙하지 않고 울굴한 날들을 보내고 있지만, 내심에서는 솔직한 생활방식과 친구나 연인을 만드는 것에 동경하고 있다.
히메노(姫野)
성우 - 이세 마리야/원에스더/케이틀린 바
덴지의 선배로, 아키의 버디. 척안으로 안대가 트레이드 마크인 보브컷 단발머리의 미녀. 나이는 20대 중반 신장 175cm. 밝고 김이 좋은 성격. 술 좋아하지만 주정뱅이이며, 취하면 기행이 늘어난다. 술김에 한번은 덴지를 집으로 데려가 성행위를 하려하지만, 서로 다른 구상자가 있는 것을 알게 된 것으로 '친구'가 되었다.
아라이 히로카즈(荒井 ヒロカズ)
성우 - 야시로 타쿠/안효민
덴지의 동료로 코베니와 버디를 짜는 신인 남자. 22세. 취미는 하이쿠. 히메노 왈 "실력 부족이지만 의지는 충분하다". 여우의 악마와 계약했다.
히가시야마 코베니(東山 コベニ)
성우 - 타카하시 카린/김도희
덴지 동료와 신인인 몸집이 작은 여자. 20세. 신장 155cm. 마찬가지로 신인인 아라이와 버디를 짜고 있었지만, 그의 사후에는 폭력의 마인과 버디를 짜게 되었다. 히메노 왈 '침묵한 생각이지만 꽤 움직일 수 있다'. 계약하고 있는 악마는 비밀.
마도카(円)
성우 - 무토 타다시/장서화
특이 4과 소속의 데빌 헌터였던 남성. 얼굴의 상처와 안경이 특징으로, 달콤한 것을 좋아한다. 특이과 습격시에는 행동을 함께 하던 여성과원은 사망하지만, 그 자신은 생존한다. 그 후에는 공안을 사직하고 민간 데빌 헌터가 되었다.
후시(伏)
성우 - 코바야시 치카히로/박준원
특이 4과 소속의 데빌 헌터.
키시베(岸辺)
성우 - 츠다 켄지로/권창욱
히메노, 하야카와의 스승인 초로의 남자. 연령은 50대. 첫 등장 때는 공안 대마특이 1과 소속으로 나중에 합병된 특이 4과의 대장을 맡게 되었다. 입의 왼쪽에 있는 봉제자국이 특징적인 것 외에 항상 무표정으로, 무엇을 생각하고 있는지 알 수 없는 인상을 준다. 특이과 습격 후, 사무라이 소드 타도에 대비하여 덴지와 파워의 연습을 붙인다.
빔(ビーム)
성우 - 하나에 나츠키
상어의 마인. 근육질의 남성의 육체를 가진다. 머리의 상반부가 상어의 머리와 등지를 본뜬 것 같은 형태로 되어 있어 귀도 인간의 것보다 뾰족하다. 전투시에는 머리 전체가 상어가 되어, 목표를 물며 공격한다. 짧은 시간이면 악마 본래의 모습이 될 수도 있다. 땅 속이나 벽 등 모든 장소를 수영하는 것이 가능하며, 평상시 순찰 때에는 정수리의 지느러미만 지상에 내어 지면에 숨어 있다. 매우 흉포하고 평소에는 대화도 할 수 없을 정도이지만, 마키마에는 충실하다. 또한 체인소의 악마의 과거를 아는 인물 중 하나로 덴지를 '체인소 님'(チェンソー様)이라고 부르고 있다.
천사의 악마(엔젤)(天使の悪魔(エンジェル))
성우 - 우치다 마아야
머리 위의 광륜과 한 쌍의 날개를 갖춘 중성적인 천사의 모습을 한 악마. 날개는 방어 등에 활용할 수도 있다. 성별은 남성. 히메노의 후임으로 아키의 버디가 된다. 패기가 부족하고 항상 나른해 하는 것 외에 '일할 바에 죽는 편이 낫다' 등 스스로의 죽음을 바라는 발언도 많지만, 마키마에 의하면 게으른 버릇이 없으면 키시베 다음으로 강하다. 다른 악마의 예를 찾아볼 수 없이, 사람의 고통을 원한다는 취지의 발언을 하고 있는 한편, 천사다운 자비나 걱정을 들여다 볼 수도 있다.

## 제작
'체인소의 악마'로 변신하는 힘을 손에 넣은 소년 덴지의 활약을 그린 액션 만화이다. 주인공인 덴지는 일반적인 소년만화에 등장하는 히어로상과는 상이하게 '다크히어로'이며, 흉폭하고 과격한 연출과 충격적인 전개가 특징이다.
작중의 '체인소'는 전기톱의 일종인 체인소를 의미한다. 본래 체인소는 벌채 따위에 사용되는 공구이지만, 호러 영화에서는 살인귀가 사용하는 흉기로서 알려져서 작자 후지모토는 공식 인터뷰에서 스플래터 영화 《텍사스 전기톱 학살》에서 가장 큰 영향을 받았다고 말한다. 본작에서 '공포'는 작품에서 중요한 요소가 되어 있으며, 공포영화의 패러디나 오마주도 많이 들어있다.

## 서지 정보
- 후지모토 타츠키 《체인소 맨》 슈에이샤 〈점프 코믹스〉
  1. 「犬とチェンソー」2019년 3월 9일 제1쇄 발행(3월 4일 발매[集 1]), ISBN 978-4-08-881780-4
  2. 「チェンソーVSコウモリ」2019년 5월 7일 제1쇄 발행(5월 2일 발매[集 2]), ISBN 978-4-08-881831-3
  3. 「デンジを殺せ」2019년 8월 7일 제1쇄 발행(8월 2일 발매[集 3]), ISBN 978-4-08-882016-3
  4. 「銃は強し」2019년 10월 9일 제1쇄 발행(10월 4일 발매[集 4]), ISBN 978-4-08-882075-0
  5. 「未成年」2020년 1월 9일 제1쇄 발행(1월 4일 발매[集 5]), ISBN 978-4-08-882171-9
  6. 「バン バン バン」2020년 3월 9일 제1쇄 발행(3월 4일 발매[集 6]), ISBN 978-4-08-882224-2
  7. 「夢の中」2020년 6월 9일 제1쇄 발행(6월 4일 발매[集 7]), ISBN 978-4-08-882328-7
  8. 「ちょうめちゃくちゃ」2020년 8월 9일 제1쇄 발행(8월 4일 발매[集 8]), ISBN 978-4-08-882376-8
  9. 「お風呂」2020년 11월 9일 제1쇄 발행(11월 4일 발매[集 9]), ISBN 978-4-08-882470-3
  10. 「犬の気持ち」2021년 1월 9일 제1쇄 발행(1월 4일 발매[集 10]), ISBN 978-4-08-882527-4
  11. 「がんばれチェンソーマン」2021년 3월 9일 제1쇄 발행(3월 4일 발매[集 11]), ISBN 978-4-08-882576-2
  12. 「鳥と戦争」2022년 10월 9일 제1쇄 발행(10월 4일 발매[集 12]), ISBN 978-4-08-883271-5
  13. 「ネタバレ」2023년 1월 9일 제1쇄 발행(1월 4일 발매[集 13]), ISBN 978-4-08-883316-3
  14. 「ペンギンが見たい！」2023년 4월 9일 제1쇄 발행(4월 4일 발매[集 14]), ISBN 978-4-08-883464-1
  15. 「前菜」2023년 8월 9일 제1쇄 발행(8월 4일 발매[集 15]), ISBN 978-4-08-883598-3
  16. 「普通の幸せ」2023년 12월 9일 제1쇄 발행(1월 4일 발매[集 16]), ISBN 978-4-08-883701-7

### 소설
- 후지모토 타츠키(原作), 히시카와 사카쿠(소설) 《체인소 맨 버디 스토리즈》 슈에이샤 〈JUMP jBOOKS〉, 2021년 11월 4일 발매[集 17], ISBN 978-4-08-703518-6

## 애니메이션
2020년 12월에 제작이 발표되었다. 2022년 10월부터 12월까지 TV 도쿄 계열 등에서 방송되었다.
제작위원회 방식을 이용하지 않고, MAPPA 1사만의 출자로 이루어졌다.
2023년 12월 17일에 텔레비전 애니메이션의 속편이 되는 《극장판 체인소 맨: 레제편》이 제작 결정이 발표되었다.